# Otostigmus dentifusus
Otostigmus dentifusus är en mångfotingart som beskrevs av Wolfgang Bücherl 1946. Otostigmus dentifusus ingår i släktet Otostigmus och familjen Scolopendridae. Inga underarter finns listade i Catalogue of Life.